# Труженики моря
«Тру́женики мо́ря» (фр. Les Travailleurs de la mer) — роман Виктора Гюго, написан во время изгнания писателя на острове Гернси, опубликован в 1866 году. В произведении описывается подвиг рыбака, ценой неимоверных лишений победившего в борьбе с силами природы, но отказавшегося от вознаграждения за эту победу ради любви. Убеждённый издателем автор, не желая отягощать книгу, первоначально отказался от публикации вступительной части, которая появилась лишь в издании 1883 года. Заглавие было популярно в России, в советское время став прототипом для очень распространённых газетных штампов, вроде «труженики полей», «труженики прилавка». 

## Персонажи
- Жильят — рыбак
- Месс Летьери — владелец судна «Дюранда»
- Дерюшетта — молодая племянница Летьери
- Сьер Клюбен — капитан «Дюранды»
- Эбенезер Кодре — молодой англиканский священник

## Описание сюжета
Главный герой романа молодой рыбак Жильят, уединённо живёт в «доме за околицей» на острове Гернси. Окружающие считают его чудаком, даже колдуном. Жильят умелый моряк, на одном из соревнований выигрывает голландский ботик. Он влюбляется в молодую красавицу Дерюшетту, живущую у своего дяди месса Летьери. Ему принадлежит судно «Дюранда», единственный пароход на острове. Когда-то давно его компаньон Рантен бежал, украв 50 тысяч франков из их общей кассы, но Летьери смог поправить свои дела и даже разбогател. Капитаном «Дюранды» служит сьер Клюбен — воплощение неподкупной честности и строгой морали. Клюбен покупает новейшее оружие — револьвер — и выслеживает Рантена, собравшегося бежать из страны. Под дулом револьвера Клюбен заставляет Рантена отдать деньги — 3 тысячи фунтов стерлингов (эквивалент 75 тысяч франков). Отправившись в очередной рейс, он отстраняет от командования пьяного рулевого Тангруйля (которому сам же подложил в тайник бутылку коньяка). Пароход наскакивает на риф Гануа, команда и пассажиры пересаживаются в шлюпку, Клюбен отказывается от спасения и заявляет, что ночью пароход будет разбит бурей, а он погибнет.
Оставшись один на рифе, Клюбен ликует, его план удался. На самом деле он тайный негодяй и лицемер, решивший честностью добиться доверия и сорвать крупный куш. Будучи искусным пловцом, он проплывёт милю до берега, укроется в покинутом доме, откуда его заберёт испанский контрабандист Бласкито, с которым он договорился. На три тысячи фунтов он доберётся до Нового Света, займётся коммерцией и станет богачом. Но тут туман развеивается, и потрясённый Клюбен обнаруживает, что вместо Гануа оказался на уединённом Дуврском рифе, находящемся в пяти милях от земли. Пять миль проплыть невозможно, а на риф никто никогда не заходит, гибель неизбежна. Клюбен замечает проходящий парусник и решает доплыть до соседнего утёса «Человек», чтобы подать оттуда сигнал. Он ныряет в море, но чувствует, как нечто хватает его за ногу.
Капитан парусника приносит в город неутешительную весть: корпус судна, подхваченный волной, застрял между двумя скалами Дуврского рифа. Тем не менее, машина совсем не пострадала. Дерюшетта прилюдно обещает выйти замуж за того, кто спасёт машину. Жильят принимает вызов и спешит к Дуврскому рифу. Он причаливает к рифу и оборудует там мастерскую, собирает канаты, железо и всё, что может пригодиться. Ему удаётся невозможное. Он выстраивает систему блоков, подпиливает дно парохода, подводит снизу ботик и спускает в него машину. Задержка едва не оказывается роковой, начинается сильный шторм. В поединке с бурей Жильяту удаётся спасти свой ботик. Жильят оказывается без провизии и уходит всё дальше в поисках морской живности. Он заплывает в потаённый грот, где едва не становится жертвой огромного спрута-кровопийцы. Победив спрута, Жильят находит скелет Клюбена, ставшего жертвой спрута, и шкатулку с деньгами. Его лодка едва не погибает из-за скрытой течи. Починив лодку, Жильят отплывает на Гернси.
Он замечает Дерюшетту, которая объясняется в любви молодому священнику Эбенезеру Кодре. Священник получил крупное наследство и собирается уехать с острова. Летьери, найдя машину и получив деньги, украденные Клюбеном, созывает людей, благодарит Жильята, предлагает ему должность капитана и руку Дерюшетты и принимается за постройку нового судна. Дерюшетта, послушная воле дяди, прощается с любимым. Однако Жильят понуждает влюблённых зарегистрировать брак, предъявив священнику письмо Летьери. Дерюшетта и Эбенезер отплывают с острова, Жильят наблюдает за уходящим парусником, сидя на каменном кресле Гильд-Хольм-Ур, которое с приливом полностью скрывается под водой. Там уже погибло немало людей, задремавших, сидя на кресле. Приехавший на остров Эбенезер тоже едва не стал его жертвой, но его спас Жильят. Он провожает взглядом корабль, пока он не становится «маленьким пятнышком, едва заметным в дымке тумана». «Когда корабль исчез на горизонте, голова скрылась под водой. Осталось только море».

## Экранизации
Существует по крайней мере шесть экранизаций романа:
- «Труженики моря» (Toilers of the Sea, 1914)
- «Труженики моря» (Toilers of the Sea, 1915)
- «Труженики моря» (Toilers of the Sea, 1923) — режиссёр Рой Уильям Нил
- «Труженики моря» (Toilers of the Sea, 1936) — режиссёр Селвин Джепсон
- «Морские дьяволы» (Sea Devils, 1953) — режиссёр Рауль Уолш
- «Труженики моря» (Франция-СССР, 1986) — режиссёры Эдмон Сешан, Гизо Габескирия